# Sindaci di Trapani
Di seguito l'elenco cronologico dei sindaci di Trapani e delle altre figure apicali equivalenti che si sono succedute nel corso della storia.

## Dittatura di Garibaldi (1860-1861)
| Periodo     | Periodo     | Primo cittadino | Partito | Carica      | Note  |
| ----------- | ----------- | --------------- | ------- | ----------- | ----- |
| giugno 1860 | luglio 1860 | Enrico Fardella |         | Governatore | [ 1 ] |
| 1861        | 1861        | Giuseppe D'Alì  |         | Sindaco     |       |

## Regno d'Italia (1861-1946)
| Periodo           | Periodo           | Primo cittadino                       | Partito                       | Carica             | Note   |
| ----------------- | ----------------- | ------------------------------------- | ----------------------------- | ------------------ | ------ |
| novembre 1861     | marzo 1863        | Michele Martino Fardella              |                               | Sindaco            | [ 2 ]  |
| luglio 1864       | novembre 1865     | Alberto Giacalone                     |                               | Sindaco            | [ 2 ]  |
| novembre 1865     | marzo 1869        | Giovan Battista Fardella di Torrearsa |                               | Sindaco            | [ 3 ]  |
| marzo 1869        | gennaio 1870      | Giuseppe D'Alì                        |                               | Sindaco            | [ 4 ]  |
| gennaio 1870      | novembre 1871     | Bartolomeo De Vincenzi                |                               | Sindaco            | [ 4 ]  |
| novembre 1871     | settembre 1873    | Felice Todaro                         |                               | Sindaco            | [ 4 ]  |
| settembre 1873    | 1879              | Enrico Fardella di Torrearsa          |                               | Sindaco            | [ 5 ]  |
| 1880              | 1880              | Vincenzo Todaro                       |                               | Sindaco            | [ 6 ]  |
| aprile 1882       | novembre 1889     | Carmelo Solina                        |                               | Sindaco            | [ 6 ]  |
| novembre 1889     | 10 settembre 1890 | Nunzio Aula                           | Partito Democratico Trapanese | Sindaco            | [ 7 ]  |
| 11 settembre 1890 | 21 dicembre 1890  | Eugenio Scio                          |                               | Sindaco            | [ 8 ]  |
| dicembre 1890     | luglio 1895       | Tommaso Piazza                        |                               | Sindaco            | [ 9 ]  |
| luglio 1895       | gennaio 1896      | Francesco Minaudo                     |                               | Sindaco            | [ 9 ]  |
| gennaio 1896      | febbraio 1899     | Giulio D'Alì Staiti                   |                               | Sindaco            | [ 10 ] |
| febbraio 1899     | settembre 1899    | Carlo Sammartano                      | Partito Democratico Trapanese | Sindaco            | [ 11 ] |
| settembre 1899    | luglio 1900       | Pietro Curatolo                       |                               | Sindaco            | [ 11 ] |
| 2 agosto 1900     | 1º settembre 1902 | Eugenio Scio                          |                               | Sindaco            | [ 8 ]  |
| settembre 1902    | giugno 1904       | Placido Tomaselli                     |                               | Commissario        | [ 11 ] |
| settembre 1902    | giugno 1904       | Nunzio Aula                           | Partito Democratico Trapanese | Sindaco            | [ 7 ]  |
| luglio 1904       | ottobre 1905      | Giulio D'Alì Staiti                   |                               | Sindaco            | [ 10 ] |
| 14 ottobre 1905   | 8 giugno 1906     | Eugenio Scio                          |                               | Sindaco            | [ 8 ]  |
| 1906              | 21 settembre 1906 | Giuseppe Marongio                     |                               | Commissario        | [ 12 ] |
| 22 settembre 1906 | febbraio 1912     | Eugenio Scio                          |                               | Sindaco            | [ 8 ]  |
| febbraio 1912     | 10 agosto 1912    | Luigi Menichella                      |                               | Commissario        | [ 12 ] |
| 11 agosto 1912    | maggio 1914       | Eugenio Scio                          |                               | Sindaco            | [ 8 ]  |
| giugno 1914       | luglio 1914       | Giovanni Aula                         |                               | Commissario        | [ 12 ] |
| 4 luglio 1914     | 28 agosto 1916    | Eugenio Scio                          |                               | Sindaco            | [ 8 ]  |
| 1916              | 2 settembre 1917  | Luigi Manzo                           |                               | Sindaco            | [ 13 ] |
| 3 settembre 1917  | 27 gennaio 1919   | Eugenio Scio                          |                               | Sindaco            | [ 8 ]  |
| marzo 1920        | novembre 1920     | Ignazio Miceli                        |                               | Sindaco            | [ 14 ] |
| novembre 1920     | settembre 1923    | Carlo Guida                           |                               | Sindaco            | [ 14 ] |
| settembre 1923    | marzo 1924        | Ezio Reisoli                          |                               | Commissario        | [ 15 ] |
| marzo 1924        | luglio 1924       | Carlo Drago                           |                               | Commissario        | [ 15 ] |
| agosto 1924       | novembre 1924     | Ezio Reisoli                          |                               | Commissario        | [ 15 ] |
| novembre 1924     | marzo 1926        | Placido Tomaselli                     |                               | Commissario        | [ 15 ] |
| aprile 1926       | maggio 1926       | Giovanni Di Giorgi                    |                               | Commissario        | [ 15 ] |
| maggio 1926       | agosto 1927       | Giuseppe Nasi                         |                               | Commissario        | [ 15 ] |
| settembre 1927    | gennaio 1928      | Giuseppe Nasi                         | Partito Nazionale Fascista    | Podestà            | [ 15 ] |
| febbraio 1928     | luglio 1928       | Giovan Battista Barresi               | Partito Nazionale Fascista    | Podestà            | [ 15 ] |
| luglio 1928       | novembre 1930     | Giuseppe Platamone                    | Partito Nazionale Fascista    | Podestà            | [ 15 ] |
| Novembre 1930     | agosto 1931       | Antonio De Filippi                    | Partito Nazionale Fascista    | Podestà            | [ 16 ] |
| agosto 1931       | gennaio 1932      | Costantino Miraglia                   | Partito Nazionale Fascista    | Commissario        | [ 16 ] |
| febbraio 1932     | maggio 1933       | Bartolomeo Augugliaro                 | Partito Nazionale Fascista    | Podestà            | [ 16 ] |
| maggio 1933       | giugno 1933       | Costantino Miraglia                   | Partito Nazionale Fascista    | Commissario        | [ 16 ] |
| giugno 1933       | aprile 1936       | Agostino Burgarella                   | Partito Nazionale Fascista    | Podestà            | [ 17 ] |
| 6 maggio 1936     | dicembre 1938     | Domenico Piacentino                   | Partito Nazionale Fascista    | Podestà            | [ 17 ] |
| gennaio 1939      | 1941              | Rocco Ricevuto                        | Partito Nazionale Fascista    | Podestà            | [ 18 ] |
| 1941              | luglio 1943       | Carlo Renda                           | Partito Nazionale Fascista    | Podestà            | [ 19 ] |
| luglio 1943       | agosto 1943       | Renato Mozzi                          | Militare                      | Commissario        | [ 19 ] |
| settembre 1943    | luglio 1944       | Francesco Manzo                       | Partito d'Azione              | Sindaco (nominato) | [ 19 ] |
| luglio 1944       | agosto 1945       | Ludovico La Grutta                    | Indipendente                  | Sindaco (nominato) | [ 19 ] |
| settembre 1945    | maggio 1946       | Carmelo Caliri                        |                               | Commissario        | [ 20 ] |

## Repubblica Italiana (dal 1946)
| Sindaci eletti dal Consiglio comunale (1946-1994)    | Sindaci eletti dal Consiglio comunale (1946-1994)       | Sindaci eletti dal Consiglio comunale (1946-1994) | Sindaci eletti dal Consiglio comunale (1946-1994) | Sindaci eletti dal Consiglio comunale (1946-1994) | Sindaci eletti dal Consiglio comunale (1946-1994) | Sindaci eletti dal Consiglio comunale (1946-1994) | Sindaci eletti dal Consiglio comunale (1946-1994) | Sindaci eletti dal Consiglio comunale (1946-1994) |
| Immagine                                             | Nominativo                                              | Partito                                           | Partito                                           | Giunta                                            | Giunta                                            | Mandato                                           | Mandato                                           | Elezione                                          |
| Immagine                                             | Nominativo                                              | Partito                                           | Partito                                           | Giunta                                            | Giunta                                            | Inizio                                            | Fine                                              | Elezione                                          |
| ---------------------------------------------------- | ------------------------------------------------------- | ------------------------------------------------- | ------------------------------------------------- | ------------------------------------------------- | ------------------------------------------------- | ------------------------------------------------- | ------------------------------------------------- | ------------------------------------------------- |
|                                                      | Francesco Manzo                                         |                                                   | Partito d'Azione                                  |                                                   | Pd'A-PSI-DC-PRI-PCI                               | 5 maggio 1946                                     | 25 febbraio 1947                                  | Elezione 1946                                     |
|                                                      | Luciano Sesta                                           |                                                   | Partito Democratico del Lavoro                    |                                                   | DC-DL                                             | 26 febbraio 1947                                  | 4 settembre 1947                                  | Elezione 1946                                     |
|                                                      | Gustavo Ricevuto                                        |                                                   | Partito Democratico del Lavoro                    |                                                   | DL-DC-PRI-PSI                                     | 5 settembre 1947                                  | 24 maggio 1949                                    | Elezione 1946                                     |
|                                                      | Roberto Fardella (Commissario prefettizio)              | –                                                 | –                                                 | –                                                 | –                                                 | 25 maggio 1949                                    | 26 agosto 1949                                    | –                                                 |
|                                                      | Giovanni Kurunis (Commissario prefettizio)              | –                                                 | –                                                 | –                                                 | –                                                 | 27 agosto 1949                                    | 15 agosto 1952                                    | –                                                 |
|                                                      | Gaspare Di Maggio                                       |                                                   | Indipendente                                      |                                                   | DC-UDS-MSI-PSDI-PNM                               | 19 luglio 1952                                    | 14 novembre 1952                                  | Elezione 1952                                     |
|                                                      | Francesco Manzo                                         |                                                   | Partito Socialista Democratico Italiano           |                                                   | PSDI-UDS-PRI-PNM                                  | 5 gennaio 1953                                    | 28 gennaio 1953                                   | Elezione 1952                                     |
|                                                      | Nicola Agliastro                                        |                                                   | Unione Democratica Siciliana                      |                                                   | UDS-PNM-PRI-FNM                                   | 6 febbraio 1953                                   | 20 luglio 1953                                    | Elezione 1952                                     |
|                                                      | Luciano Sesta                                           |                                                   | Indipendente                                      |                                                   | DC-PNM-MSI                                        | 5 agosto 1953                                     | 11 marzo 1955                                     | Elezione 1952                                     |
|                                                      | Corrado De Rosa                                         |                                                   | Democrazia Cristiana                              |                                                   | DC-PNM-UDS-FNM                                    | 12 marzo 1955                                     | 10 marzo 1956                                     | Elezione 1952                                     |
|                                                      | Domenico Laudicina                                      |                                                   | Democrazia Cristiana                              |                                                   | DC-MSI diss.-Ind. (ex UDS)                        | 27 marzo 1956                                     | 5 luglio 1956                                     | Elezione 1952                                     |
|                                                      | Domenico Laudicina                                      | DC                                                | Democrazia Cristiana                              | 6 luglio 1956                                     | 12 giugno 1957                                    | Elezione 1956                                     |                                                   |                                                   |
|                                                      | Aldo Bassi                                              |                                                   | Democrazia Cristiana                              |                                                   | DC                                                | Elezione 1956                                     | 12 giugno 1957                                    | 16 dicembre 1957                                  |
|                                                      | Aldo Bassi                                              | DC-PLI-Ind.                                       | Democrazia Cristiana                              | 16 dicembre 1957                                  | 19 gennaio 1959                                   | Elezione 1956                                     |                                                   |                                                   |
|                                                      | Aldo Bassi                                              | DC-MSI-PLI-Ind.                                   | Democrazia Cristiana                              | 20 gennaio 1959                                   | 12 luglio 1959                                    | Elezione 1956                                     |                                                   |                                                   |
|                                                      | Aldo Bassi                                              | DC-MSI-PLI                                        | Democrazia Cristiana                              | 13 luglio 1959                                    | 26 dicembre 1960                                  | Elezione 1956                                     |                                                   |                                                   |
|                                                      | Aldo Bassi                                              | DC                                                | Democrazia Cristiana                              | 27 dicembre 1960                                  | 19 giugno 1962                                    | Elezione 1960                                     |                                                   |                                                   |
|                                                      | Aldo Bassi                                              | DC-PSI-PSDI-USCS                                  | Democrazia Cristiana                              | 20 giugno 1962                                    | 12 dicembre 1962                                  | Elezione 1960                                     |                                                   |                                                   |
|                                                      | Mario Serraino                                          |                                                   | Democrazia Cristiana                              |                                                   | DC-PSI-PSDI-USCS                                  | Elezione 1960                                     | 13 dicembre 1962                                  | 26 luglio 1963                                    |
|                                                      | Francesco Calamia                                       |                                                   | Democrazia Cristiana                              |                                                   | DC-PSI-PSDI-USCS                                  | Elezione 1960                                     | 16 luglio 1963                                    | 31 gennaio 1965                                   |
|                                                      | Francesco Calamia                                       | DC-PSDI-PRI                                       | Democrazia Cristiana                              | 1º febbraio 1965                                  | 30 settembre 1965                                 | Elezione 1964                                     |                                                   |                                                   |
|                                                      | Antonio Calcara                                         |                                                   | Democrazia Cristiana                              |                                                   | DC-PSDI-PSI                                       | Elezione 1964                                     | 30 settembre 1965                                 | 30 marzo 1967                                     |
|                                                      | Antonio Calcara                                         | DC-PSDI-PSI-PRI                                   | Democrazia Cristiana                              | 31 marzo 1967                                     | 11 aprile 1968                                    | Elezione 1964                                     |                                                   |                                                   |
|                                                      | Saverio Catania                                         |                                                   | Democrazia Cristiana                              |                                                   | DC-PSDI-PSI                                       | Elezione 1964                                     | 12 aprile 1968                                    | 16 febbraio 1970                                  |
|                                                      | Vito Renda                                              |                                                   | Democrazia Cristiana                              |                                                   | DC                                                | Elezione 1964                                     | 17 febbraio 1970                                  | 22 luglio 1970                                    |
|                                                      | Saverio Catania                                         |                                                   | Democrazia Cristiana                              |                                                   | DC-PRI-PSDI                                       | 23 luglio 1970                                    | 28 aprile 1971                                    | Elezione 1970                                     |
|                                                      | Saverio Catania                                         | DC                                                | Democrazia Cristiana                              | 29 aprile 1971                                    | 26 novembre 1971                                  |                                                   |                                                   | Elezione 1970                                     |
|                                                      | Vito Renda                                              |                                                   | Democrazia Cristiana                              |                                                   | DC-PSI-PRI                                        | 28 novembre 1970                                  | 21 giugno 1973                                    | Elezione 1970                                     |
|                                                      | Francesco Calamia                                       |                                                   | Democrazia Cristiana                              |                                                   | DC-PSDI-PSI                                       | 22 giugno 1973                                    | 3 luglio 1974                                     | Elezione 1970                                     |
|                                                      | Natale Tartamella                                       |                                                   | Democrazia Cristiana                              |                                                   | DC-PSI-PSDI                                       | 4 luglio 1974                                     | 9 novembre 1974                                   | Elezione 1970                                     |
|                                                      | Natale Tartamella                                       | DC-PRI-PSI-PSDI                                   | Democrazia Cristiana                              | 10 novembre 1974                                  | 20 luglio 1975                                    |                                                   |                                                   | Elezione 1970                                     |
|                                                      | Cesare Colbertaldo                                      |                                                   | Democrazia Cristiana                              |                                                   | DC-PRI-PSDI                                       | 21 luglio 1975                                    | 28 novembre 1976                                  | Elezione 1975                                     |
|                                                      | Leonardo Grimaudo                                       |                                                   | Democrazia Cristiana                              |                                                   | DC-PSI-PSDI-PRI                                   | 29 novembre 1976                                  | 5 dicembre 1977                                   | Elezione 1975                                     |
|                                                      | Lorenzo Vento                                           |                                                   | Democrazia Cristiana                              |                                                   | DC-PSDI-PSI                                       | 6 dicembre 1977                                   | 8 marzo 1978                                      | Elezione 1975                                     |
|                                                      | Natale Tartamella                                       |                                                   | Democrazia Cristiana                              |                                                   | DC-PRI-PSDI-PSI                                   | 9 marzo 1978                                      | 19 ottobre 1978                                   | Elezione 1975                                     |
|                                                      | Natale Tartamella                                       | DC-PRI-PSDI                                       | Democrazia Cristiana                              | 20 ottobre 1978                                   | 4 gennaio 1980                                    |                                                   |                                                   | Elezione 1975                                     |
|                                                      | Cesare Colbertaldo                                      |                                                   | Democrazia Cristiana                              |                                                   | DC-PLI-DN                                         | 5 gennaio 1980                                    | 23 luglio 1980                                    | Elezione 1975                                     |
|                                                      | Carlo Barbera                                           |                                                   | Partito Socialista Italiano                       |                                                   | DC-PSI-PSDI                                       | 28 luglio 1980                                    | 25 settembre 1981                                 | Elezione 1980                                     |
|                                                      | Vincenzo Occhipinti                                     |                                                   | Democrazia Cristiana                              |                                                   | DC-PSI-PLI-PRI-PSDI                               | 26 settembre 1981                                 | 14 maggio 1982                                    | Elezione 1980                                     |
|                                                      | Erasmo Garuccio                                         |                                                   | Democrazia Cristiana                              |                                                   | DC-PRI                                            | 15 maggio 1982                                    | 12 dicembre 1982                                  | Elezione 1980                                     |
|                                                      | Erasmo Garuccio                                         | DC-PRI-PLI                                        | Democrazia Cristiana                              | 13 dicembre 1982                                  | 9 dicembre 1984                                   |                                                   |                                                   | Elezione 1980                                     |
|                                                      | Erasmo Garuccio                                         | DC-PRI-PLI                                        | Democrazia Cristiana                              | 10 dicembre 1984                                  | 20 luglio 1985                                    |                                                   |                                                   | Elezione 1980                                     |
|                                                      | Erasmo Garuccio                                         | DC-PSI-PRI                                        | Democrazia Cristiana                              | 21 luglio 1985                                    | 7 novembre 1986                                   | Elezione 1985                                     |                                                   |                                                   |
|                                                      | Vincenzo Augugliaro                                     |                                                   | Democrazia Cristiana                              |                                                   | DC-PSI-PRI                                        | Elezione 1985                                     | 8 novembre 1986                                   | 26 aprile 1988                                    |
|                                                      | Vincenzo Augugliaro                                     | DC-PSI-PRI                                        | Democrazia Cristiana                              | 27 aprile 1988                                    | 23 luglio 1989                                    | Elezione 1985                                     |                                                   |                                                   |
|                                                      | Vincenzo Augugliaro                                     | DC-PSI-PRI                                        | Democrazia Cristiana                              | 24 luglio 1989                                    | 22 giugno 1990                                    | Elezione 1985                                     |                                                   |                                                   |
|                                                      | Vincenzo Augugliaro                                     | DC-PSI-PRI                                        | Democrazia Cristiana                              | 23 giugno 1990                                    | 9 ottobre 1991                                    | Elezione 1990                                     |                                                   |                                                   |
|                                                      | Michele Megale                                          |                                                   | Democrazia Cristiana                              |                                                   | DC-PSI-PLI                                        | Elezione 1990                                     | 10 ottobre 1991                                   | 25 maggio 1993                                    |
|                                                      | Mario Buscaino                                          |                                                   | Indipendente                                      |                                                   | DC-PSI-PRI-Ind.                                   | Elezione 1990                                     | 25 maggio 1993                                    | Febbraio 1994                                     |
|                                                      | Antonino Vella (Commissario straordinario)              | –                                                 | –                                                 | –                                                 | –                                                 | febbraio 1994                                     | giugno 1994                                       | –                                                 |
| Sindaci eletti direttamente dai cittadini (dal 1994) |                                                         |                                                   |                                                   |                                                   |                                                   |                                                   |                                                   |                                                   |
| Immagine                                             | Nominativo                                              | Partito                                           | Partito                                           | Coalizione                                        | Coalizione                                        | Mandato                                           | Mandato                                           | Elezione                                          |
| Immagine                                             | Nominativo                                              | Partito                                           | Partito                                           | Coalizione                                        | Coalizione                                        | Inizio                                            | Fine                                              | Elezione                                          |
|                                                      | Mario Buscaino                                          |                                                   | Indipendente                                      |                                                   | L. civiche                                        | 27 giugno 1994                                    | 7 giugno 1998                                     | Elezione 1994                                     |
|                                                      | Antonino Laudicina                                      |                                                   | Centro Cristiano Democratico                      |                                                   | FI-CCD-AN                                         | 7 giugno 1998                                     | 23 aprile 2001                                    | Elezione 1998                                     |
|                                                      | Marisa La Torre Montalto (Vicesindaco facente funzioni) |                                                   | Alleanza Nazionale                                | 23 aprile 2001                                    | FI-CCD-AN                                         | 13 maggio 2001                                    |                                                   | Elezione 1998                                     |
|                                                      | Alfonso Giordano (Commissario straordinario)            | –                                                 | –                                                 | –                                                 | –                                                 | 14 maggio 2001                                    | 24 novembre 2001                                  | –                                                 |
|                                                      | Girolamo Fazio                                          |                                                   | Forza Italia                                      |                                                   | FI-UDC-AN-NPSI-L. civiche                         | 24 novembre 2001                                  | 12 maggio 2007                                    | Elezione 2001                                     |
|                                                      | Girolamo Fazio                                          | FI-UDC-AN-MpA-L. civiche                          | Forza Italia                                      | 12 maggio 2007                                    | 24 maggio 2012                                    | Elezione 2007                                     |                                                   |                                                   |
|                                                      | Vito Damiano                                            |                                                   | Il Popolo della Libertà (2012-2013)               |                                                   | PdL/FI-L. civiche                                 | 24 maggio 2012                                    | 3 luglio 2017                                     | Elezione 2012                                     |
|                                                      | Vito Damiano                                            | Indipendente (2013-2017)                          |                                                   |                                                   | PdL/FI-L. civiche                                 | 24 maggio 2012                                    | 3 luglio 2017                                     | Elezione 2012                                     |
|                                                      | Francesco Messineo (Commissario straordinario)          | –                                                 | –                                                 | –                                                 | –                                                 | 4 luglio 2017                                     | 13 giugno 2018                                    | (Elezione 2017)                                   |
|                                                      | Giacomo Tranchida                                       |                                                   | Partito Democratico                               |                                                   | L. civiche                                        | 13 giugno 2018                                    | 31 maggio 2023                                    | Elezione 2018                                     |
|                                                      | Giacomo Tranchida                                       | L. civiche                                        | Partito Democratico                               | 31 maggio 2023                                    | in carica                                         | Elezione 2023                                     |                                                   |                                                   |